# Роздолля (Олександрівська селищна громада)
Роздо́лля — село в Україні, в Олександрівській селищній громаді Кропивницького району Кіровоградської області. Населення становить 65 осіб.

## Населення
Згідно з переписом УРСР 1989 року чисельність наявного населення села становила 93 особи, з яких 40 чоловіків та 53 жінки.
За переписом населення України 2001 року в селі мешкало 65 осіб. 100 % населення вказало своєю рідною мовою українську мову.

## Видатні люди
Зелінський Федот Іларіонович 1895 р.н.-Голова колгоспу в 1941 р., зв'язківець партизанського загону. Розстріляний німцями в смт. Олександрівка в 1943 р. Підстава: ФП-429, оп.3, спр.119, арк. 1,2,11,14,15,142.